# Antimoneto de índio
Antimoneto de índio (InSb) é um composto cristalino de índio (In) e antimônio (Sb). É um material semicondutor de pequeno GAP do grupo III-V empregado em detectores infravermelhos, como os utilizados em câmeras termográficas e na astronomia infravermelha, com sensibilidade entre 1–5 µm de comprimento de onda. Cristais de InSb têm sido crescidos por resfriamento lento do material liquefeito há quase sessenta anos.

## Propriedades físicas
InSb tem a aparência de pedaços ou particulados de metal cinza-escuro prateados com um brilho vitroso. Quando submetidos a temperaturas acima de 500 °C, ele derrete e se decompõe, liberando vapores de antimônio e óxido de antimônio.
InSb é um semicondutor de GAP pequeno com valores de 0.17 eV a 300 K e 0.23 eV a 80 K. A estrutura cristalina é tipo blenda de zinco com um parâmetro de rede de 0.648 nm.
Detectores de fotodiodo de antimoneto de índio são de natureza fotovoltaica, gerando corrente elétrica quando submetidos a radiação infravermelha. Esses detectores necessitam de calibração periódica, o que resulta em maior complexidade nos sistemas de imagem em que são utilizados. Essa complexidade adicional é compensada quando uma maior sensibilidade é necessária, como em sistemas de imagens térmicas de longa distância. O resfriamento desses sistemas também é necessário pois eles necessitam de temperaturas criogênicas para operarem adequadamente (tipicamente 80 K).

## Aplicações
- Detectores térmicos por fotodiodos ou eletromagnetos;
- Sensores de campo magnético por magnetorresistência;
- Transístores mais rápidos.